# Habrocestoides caucasicus
Habrocestoides caucasicus är en spindelart som först beskrevs av Dmitri Viktorovich Logunov 1999.  Habrocestoides caucasicus ingår i släktet Habrocestoides och familjen hoppspindlar. Inga underarter finns listade i Catalogue of Life.